# Fair Oaks (Oklahoma)
Fair Oaks é uma cidade  localizada no estado norte-americano de Oklahoma, no Condado de Rogers e Condado de Wagoner.

## Demografia
Segundo o censo norte-americano de 2000, a sua população era de 122 habitantes.
Em 2006, foi estimada uma população de 75, um decréscimo de 47 (-38.5%).

## Geografia
De acordo com o United States Census Bureau tem uma área de
45,0 km², dos quais 44,9 km² cobertos por terra e 0,1 km² cobertos por água.

## Localidades na vizinhança
O diagrama seguinte representa as localidades num raio de 16 km ao redor de Fair Oaks.